# Tanajka (Tatarstan)
Tanajka (ros. Танайка) – wieś (sieło) w Rosji, w Tatarstanie, w rejonie jełabuskim. W 2010 liczyła 1659 mieszkańców.